# Вежа Хромос
Вежа Хромос (хорв. Chromosov toranj), більш відома в Хорватії як хмарочос Хромос (хорв. Chromosov neboder) — хмарочос у столиці Хорватії Загребі, в районі Трнє, на розі вулиць міста Вуковара та Гайнзеля. Останній висотний будинок, побудований у Загребі перед війною за незалежність.

## Загальні відомості
Споруджена 1989 року вежа спочатку була центральним офісом хорватської корпорації «Chromos», на честь якої і названа. Головними архітекторами проєкту були Маріян Туркулин і Петар Вовк. Використані матеріали — бетон і скло.
Будівля має 15 поверхів і загальну висоту 60 метрів. Висотка задумувалася як адміністративний будинок корпорації «Chromos», проте нині, крім фірми «Chromos-commerce d.o.o.», ще близько 40 фірм використовують її офісні приміщення у своїх ділових цілях. Сюди щодня прибуває на роботу близько 600 працівників.